# Pseudochalkogene
Pseudochalkogene sind Verbindungen, die in ihren Eigenschaften den Elementen der sechsten Hauptgruppe, den Chalkogenen („Erzbildnern“) ähneln. Sie gehören wie die Pseudohalogene zu den sogenannten Pseudoelementen und werden auch „elementhomologe Verbindungen“ genannt. Typisch ist die starke elektronenziehende Wirkung, die z. B. wie bei manchen Pseudohalogeniden durch Nitrilgruppen (–CN) hervorgerufen wird. Im Gegensatz zu den einwertigen Pseudohalogeniden sind die Pseudochalkogenide zweiwertig.

## Entdeckungsgeschichte
Während der Halogen-analoge Charakter der Pseudohalogenide bereits 1925 beschrieben wurde, wird die Gruppe deren Analoga für die Chalkogenide erst seit 1971 also solche benannt. Diese Erkenntnis ergab sich in Folge von Untersuchungen zur Komplexbildung und Reaktivität der Pseudohalogenide Dicyanamid [N(CN)2]− und Tricyanmethanid [C(CN)3]− sowie unabhängigen Arbeiten zu Metallcarbonylen.

## Typische Vertreter der Pseudochalkogenide
Typische Vertreter der Pseudochalkogenidionen sind das Cyanamidion NCN2− und das Dicyanmethanidion C(CN)22−. Die Atomgruppen dieser Ionen können z. B. Sauerstoff in Cyanaten, in Carbonaten, in Carboxylaten, in Nitraten, Phosphaten oder auch Sulfonaten ersetzen. Bezüglich der C-H-Acidität und der Reaktivität am zweiten C-Atom kann man beispielsweise Malonsäuredinitril als Wasser-analoges Molekül auffassen. Dem Pseudochalkogenkonzept entsprechend lassen sich Tetracyanoethylen und Azodicarbonitril als molekulare Pseudochalkogene verstehen. In Analogie zum molekularen Sauerstoff stellen sie vergleichsweise starke Oxidationsmittel dar. Die zentrale Doppelbindung und die damit verbundene Dienophilie bestätigen die Ähnlichkeit ihrer Reaktivität zu der von Singulett-Sauerstoff.